# Sarajevo-Tango
Sarajevo-Tango is een stripalbum dat voor het eerst is uitgegeven in oktober 1995 met Hermann Huppen als schrijver, tekenaar en inkleurder en Yves Amateis. Deze uitgave werd uitgegeven door Dupuis in de collectie vrije vlucht.

## Inhoud
De hoofdpersoon in dit verhaal is Svonko Duprez, een huurling, die ingehuurd wordt om het dochtertje van een rijke opdrachtgever uit het belegerde Sarajevo weg te halen. In dit stripalbum staat de oorlog in het voormalige Joegoslavië centraal. Het verhaal is een persoonlijke aanklacht van de tekenaar tegen de misstanden in het door het door burgeroorlog geteisterde land, een situatie die smeriger bleek dan de Westerse media voorschotelde. De tango uit de titel staat voor hoge VN-functionarissen uit 1938 die de tango dansen (toen het Westen toeliet dat Hitler-Duitsland Tsjecho-Slovakije binnenviel).